# Jesús Durón Ruiz
Jesús Durón Ruiz (Rincón de Romos, Aguascalientes, 3 de agosto de 1907 - Guadalajara, Jalisco, 26 de septiembre de 1991) fue un pianista mexicano. 

## Familia y estudios en México
Jesús Durón Ruiz fue hijo de Praxedis Durón Dávila y Dolores Ruiz Romo. Fue el primogénito de 8 hermanos: Ramón (contador), Arturo (herrero), Salvador (médico cirujano), Francisco (contador), Gonzalo (aforista), Luis (artista plástico) y Rosa María (médica cirujana). Inició estudios de música con su abuelo materno, el boticario y orfebre Francisco Ruiz, quien construyó para él un armónium. Fue organista de la parroquia de su pueblo. Tomó clases de música con Waldo Valdivia, Antonio y José Ruiz Esparza y Arnulfo Miramontes en la ciudad de Aguascalientes. 
Becado por el gobierno de su estado, llegó a la Ciudad de México e ingresó al Conservatorio Nacional de Música (CNM), donde fue discípulo de Salvador Ordóñez Ochoa (piano), José Rolón y José Pomar (composición). Ahí fue amigo y condiscípulo de Blas Galindo, Daniel Ayala, Salvador Contreras. 

## Estudios en Nueva York
Nuevamente becado en Nueva York en 1937, recibió enseñanza pianística de Joseph Levin, dirigió el Manhattan Chorus y fue pianista de los ballets de Anna Sokolow y Martha Graham. En Estados Unidos ofreció conciertos en varias ciudades. Formó parte del grupo de intelectuales y artistas hispanos que vivían en Nueva York: Andrés Iduarte, Alberto Rembao, Alfonso Reyes, Rufino Tamayo, Federico de Onís, Luis Arenal Bastar, Raúl Roa, Ermilo Abreu Gómez, Germán Arciniegas, entre otros.

## Trayectoria profesional y docencia
De regreso a México, en la década de 1940, fue solista de la Orquesta Sinfónica Nacional bajo la dirección del maestro Carlos Chávez; impartió cátedra de piano y dirigió el Coro del Conservatorio Nacional de Música (CNM), donde también fundó el Coro de Niños y el grupo Iniciación, cuyo objetivo es acercar al estudio profesional de la música culta a los niños de corta edad. Las dos agrupaciones corales participaron en óperas, oratorios, obras sinfónicas y conciertos en diversas ciudades de México y Estados Unidos.
En 1947 fue docente de educación musical en la Escuela Secundaria N° 4, “Moisés Sáenz”. En ese mismo año el Instituto Nacional de Bellas Artes (INBA) establece el premio al mejor coro de escuelas de educación básica del Distrito Federal, consistente en la escultura “La Cantoría”, de Julio Prieto. El coro dirigido por Jesús Durón gana el primer lugar durante cinco años consecutivos, por lo cual las autoridades educativas deciden dejar en la Secundaria N° 4, en forma definitiva, el premio que había sido concebido como itinerante.
Fue jefe del departamento de Música del Instituto Nacional de Bellas Artes de 1952 a 1958, bajo la dirección general del doctor Andrés Iduarte y del Lic. Miguel Álvarez Acosta. Durante este lapso reorganizó la Orquesta Sinfónica Nacional (OSN) dirigida por Luis Herrera de la Fuente, así como el Coro del Instituto Nacional de Bellas Artes (INBA), otorgando los puestos de ambas instituciones por exámenes de oposición. Promovió sus giras al interior de la república mexicana y el extranjero. Publicó discos de la OSN, de música folklórica recopilada por Raúl Hellmer, de canciones mexicanas con Julia Araya y Francisco Martínez Galnares. Durante este período dio un gran impulso a la Escuela de Laudería.
Fundó los cursos de perfeccionamiento pianístico a cargo de Bernard Flavigny y los de dirección de orquesta impartidos por Igor Markevich. De igual manera, trajo a México a directores de fama mundial en las temporadas de la OSN: Sergio Celibidache, Walter Goehr, Josef Krips, Aaron Copland, Clemens Krauss, Romano Picutti, Antal Doráti, Georg Solti, Jascha Horenstein, Wilfrid Pelletier, Eduard Van Remoortel, Helmuth Thielfelder. También a pianistas como Walter Gieseking, José Iturbi, Wilhelm Kempf, Claudio Arrau y al “ensemble” de flauta y clavecín de Jean Pierre Rampal y Robert Veyron Lacroix. Directores y solistas mexicanos tuvieron una participación importante durante este periodo, tales como José Ives Limantour, Abel Eisenberg, Jorge Mester.
En 1952 creó la orquesta juvenil de cámara “Yolopatli”, dirigida por Imre Hartmann y José Smilovitz, cuya vida de conciertos fue muy activa hasta el cambio de autoridades del INBA en 1958. En 1954, hizo la traducción literario-musical y dirigió los coros del oratorio dramático de Paul Claudel y Arthur Honegger “Juana de Arco en la Hoguera”, dirigido por Thomas Mayer y con la conducción teatral de Celestino Gorostiza (entonces jefe del Departamento de Teatro del INBA). En 1955, en Washington D. C., fue nombrado presidente del Centro Interamericano de Educación Musical de la Organización de los Estados Americanos (OEA), efectuando la segunda reunión de este organismo en la Ciudad de México. En 1956, en colaboración con la colonia alemana, organizó la celebración del Año Mozart a 200 años de su nacimiento. De 1958 a 1964 fue coordinador general del INBA, con el maestro Celestino Gorostiza como director. Juntos dieron impulso a las artes no sólo en la capital del país sino también en los estados, donde rescataron joyas arquitectónicas que se encontraban en lamentable abandono haciéndolas funcionar como Centros Culturales (Institutos Regionales de Bellas Artes, IRBA).
En 1935 se casó con Julia Crespo. Tuvieron una hija, Luisa Durón, clavecinista. En 1952 se casó con la pianista Olga Viveros Maturino y tuvieron dos hijos: Jaime Durón, médico veterinario zootecnista y Olga Durón, socióloga. Jesús Durón murió en Guadalajara, Jalisco, en 1991, a la edad de 84 años.